# William James Sidis
William James Sidis (n. 1 aprilie 1898, New York City, New York, SUA – d. 17 iulie 1944, Boston, Massachusetts, SUA) a fost un copil-minune american, cu abilități matematice remarcabile și care stăpânea multe limbi străine.
După unele surse, se pare că a fost persoana cu cel mai mare IQ.
Astfel, a fost considerat cel mai inteligent om care a trăit vreodată. Coeficientul său de inteligență era între 250 - 300 (Albert Einstein avea un IQ de 160).

## Primii ani
Sidis se naște pe 1 aprilie 1898 în SUA. Tatăl era Boris Sidis și mama Sarah Mandelbaum Sidis.
El poate scrie scrisori la 12 luni de la naștere, la doi ani poate citi ziarul New York Times, iar la vârsta de 8 ani cunoștea opt limbi: latină, greacă, ebraică, franceză, rusă, germană, turcă și armenă.
Părinții lui folosesc banii pe care îi au pentru a-i cumpăra cărți, dicționare și altele.